# Colorado Rapids
Colorado Rapids este o echipă de fotbal din SUA, care evoluează în Major League Soccer.

## Lotul actual
La 1 iulie 2024.
| Nr. |                            | Poziție | Jucător            |
| --- | -------------------------- | ------- | ------------------ |
| 2   | Statele Unite ale Americii | F       | Keegan Rosenberry  |
| 3   | Statele Unite ale Americii | F       | Sam Vines          |
| 5   | Danemarca                  | F       | Andreas Maxsø      |
| 6   | Ghana                      | F       | Lalas Abubakar     |
| 7   | Statele Unite ale Americii | A       | Jonathan Lewis     |
| 9   | Brazilia                   | A       | Rafael Navarro     |
| 10  | Statele Unite ale Americii | M       | Djordje Mihailovic |
| 11  | Statele Unite ale Americii | M       | Omir Fernandez     |
| 14  | Anglia                     | A       | Calvin Harris      |
| 18  | Statele Unite ale Americii | M       | Oliver Larraz      |
| 20  | Republica Irlanda          | M       | Connor Ronan       |
| 21  | Germania                   | F       | Jasper Löffelsend  |
| 22  | Statele Unite ale Americii | F       | Sebastian Anderson |

| Nr. |                            | Poziție | Jucător               |
| --- | -------------------------- | ------- | --------------------- |
| 23  | Statele Unite ale Americii | M       | Cole Bassett          |
| 24  | Trinidad și Tobago         | M       | Wayne Frederick       |
| 27  | Canada                     | A       | Kimani Stewart-Baynes |
| 31  | Statele Unite ale Americii | P       | Adam Beaudry          |
| 34  | Statele Unite ale Americii | F       | Michael Edwards       |
| 41  | Statele Unite ale Americii | P       | Ethan Bandré          |
| 42  | Costa Rica                 | M       | Daniel Chacón         |
| 56  | Statele Unite ale Americii | F       | Nate Jones            |
| 64  | Canada                     | F       | Moïse Bombito         |
| 77  | Statele Unite ale Americii | A       | Darren Yapi           |
| 91  | Franța                     | A       | Kévin Cabral          |
| 95  | Statele Unite ale Americii | P       | Zack Steffen          |
| 99  | Statele Unite ale Americii | F       | Jackson Travis        |